# دانشگاه ایلینوی جنوبی کاربوندیل
دانشگاه ایلینوی جنوبی کاربوندِیل (SIU یا SIUC) یک دانشگاه تحقیقاتی دولتی در کاربوندیل واقع در ایالت ایلینوی آمریکا است که در سال ۱۸۶۹ میلادی بنیان‌گذاری شده‌است. SIU علاوه بر مدارک حرفه‌ای در رشته‌های معماری، حقوق و پزشکی، دارای ۳ دوره کاردانی، ۱۰۰ لیسانس، ۷۳ کارشناسی ارشد و ۳۶ دوره دکترا است.

## برنامه‌ها و رتبه‌های دانشگاهی
SIU بیش از ۳۰۰ برنامه مدرک دانشگاهی را در تمام سطوح ارائه می‌دهد: کارشناسی، کارشناسی ارشد، و دکترا. از سال ۱۹۸۹، SIU برنامه مدرک دوگانه MD/JD را ارائه داده‌است، که منجر به اعطای همزمان هر دو مدرک پس از اتمام شش سال دروس می‌شود.